# Hexapodibius christenberryae
Hexapodibius christenberryae is een soort in de taxonomische indeling van de beerdiertjes (Tardigrada).
Het diertje behoort tot het geslacht Hexapodibius dat deel uitmaakt vant de familie Microhypsibiidae. De wetenschappelijke naam van de soort werd voor het eerst geldig gepubliceerd in 2003 door Pilato & Binda.